# Октавиус
«Октавиус» — вымышленный корабль-призрак, который, согласно легенде, на протяжении долгих лет успешно дрейфовал у побережья Гренландии вместе с замёрзшей до смерти командой, прежде чем был обнаружен другим судном.

## Варианты легенды
Существует несколько версий того, как некое китобойное судно «Herald» 11 октября 1775 года обнаружило трёхмачтовую шхуну с мертвым экипажем из 28 человек на борту. Общей для большинства вариантов легенды является следующая канва событий. Судно китобоев, ведущее свой промысел в северных широтах, оказывается застигнуто штилем вблизи огромной плеяды многолетних паковых льдов. Оно вынуждено опустить паруса и заночевать в опасном соседстве. Поднявшийся ночью ветер разламывает лёд, и на следующий день команда китобоя обнаруживает среди айсбергов мачты другого судна. Внимание капитана привлекает странное положение парусов и плачевное состояние такелажа незнакомца. Он велит спустить шлюпку и с несколькими матросами отправляется обследовать подозрительный корабль. Ступив на палубу чужеземца, моряки обнаруживают, что весь экипаж «летучего голландца» мертв, но их трупы не разложились в условиях полярного холода. В одной каюте находится труп мужчины, сидящий за столом перед раскрытым судовым журналом, в другой — лежащее на койке бездыханное тело молодой женщины и сидящий на полу труп молодого мужчины с огнивом в руках. В носовом помещении под баком обнаруживаются трупы ещё нескольких матросов. Похоже смерть застала этих людей за обычными занятиями. Капитан при поверхностном осмотре не находит никаких съестных припасов или каких-либо следов, указывающих на их наличие. Впрочем, суеверные матросы с китобойца отказываются дальше обыскивать корабль-призрак, и капитан принимает решение вернуться на своё судно, забрав судовой журнал «летучего голландца». Из даты последней записи в журнале следует, что корабль с мертвым экипажем дрейфовал во льдах более десяти лет.

### Предыстория
Во втором десятилетии XIX века исследование Арктики попало в центр общественного внимания. В 1821, 1824 и 1826 годах были опубликованы отчёты трёх полярных экспедиций Уильяма Парри, вызвавшие живой интерес читающей публики. По-видимому, под впечатлением этого английская поэтесса Летиция Ландон в сентябре 1826 года под псевдонимом Iole помещает в лондонском еженедельнике The Literary Gazette своё стихотворение «Замерзший корабль» (The Frozen Ship), содержащее поэтическое описание судна, попавшего в ледяной плен. Его команда замерзает до смерти, но холод предохраняет их тела от разложения. Со временем история гибели корабля превращается в жуткую сказку, которую лирической героине стихотворения рассказывает один моряк, в своей юности побывавший в ледовитом море и видевший там корабль с мертвым экипажем.
Поэзию Летиции Ландон нередко сравнивают с творчеством поэтов Озёрной школы, и в этом её стихотворении несомненно присутствует влияние известной поэмы Кольриджа «Сказание о старом мореходе».

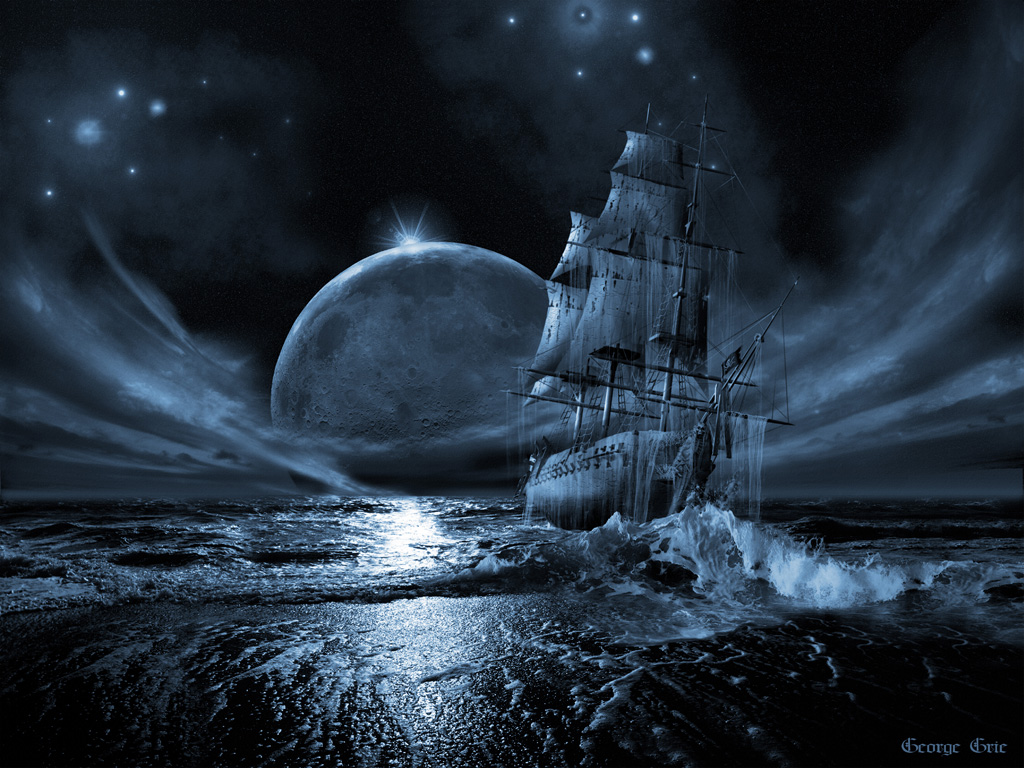
Джордж Грие. «Восход полной луны». Из серии «Корабль-призрак».

Но ещё более чем за год до публикации стихотворения Ландон в издаваемом в американском Огайо куда менее известном, чем лондонский тезка, еженедельнике с названием The Cincinnati Literary Gazette со ссылкой на Nautical Intelligencer появляется заметка «Ледяной корабль» (The Ice Ship) с подзаголовком «Из записок старого морского капитана» (From an Old Sea-Captain’s Manuscript), подписанная псевдонимом Tom Spunyarn, что можно приблизительно перевести как Том Байкотрав. Изложенная в ней история изобилует фантастическими подробностями и, помимо некоторого сходства со стихотворением Л. Э. Ландон, содержит уже ряд сюжетных деталей, вошедших в возникший впоследствии канонический вариант легенды.
Спустя почти три года, в апреле 1828, цинциннатскую заметку, на сей раз подписанную псевдонимом ICHABOD (Ихавод) и без ссылки на первоисточник, перепечатал бостонский журнал The Bower of Taste. Вскоре вслед за этим она появилась ещё в нескольких локальных изданиях, в частности в Gloucester Telegraph и The Worcester Talisman, но её циркуляция на сей раз ограничилась пределами Массачусетса.
Цинциннатская версия содержит множество элементов, характерных для романтической литературы, и, в отличие от описанного в следующем разделе классического варианта, ни в коей мере не претендует на правдоподобность — так, The Worcester Talisman поместил её в рубрике Popular Tales.
Старый капитан вспоминает о том, как в бытность юнгой в зимней Балтике пережил встречу с таинственным Ледяным Кораблём. Встреча, разумеется, происходит в полнолуние. Автор ничтоже сумняшеся сообщает о гигантских айсбергах в Балтийском море. Мертвая команда замерзшего корабля находится на своих местах (рулевой с лицом, превратившимся в ледышку, стоит у штурвала и т. п.), как бы внезапно застигнутые волной смертельного холода. Замёрзший капитан, как и в классической версии, сидит за столом в каюте, перед ним перо и чернила. Впоследствии несколько раз, оказываясь в полярных широтах лунными вечерами, экипаж судна замечает вдали в кильватере позади себя силуэт Ледяного Корабля. Всякий раз его появление является предвестником шторма. Однажды рассказчику довелось ещё раз увидеть призрак Ледяного Корабля вблизи, причём в теплых водах Индийского океана. Это случилось накануне кораблекрушения.
Ещё через полгода возник значительно более реалистичный вариант легенды, которому суждено было получить широкое распространение и стать классическим.

### Классическая версия
Первый значительный всплеск публикаций об инциденте приходится на 1828—1830 годы. Начиная с декабря 1828 года в ряде британских и американских периодических изданий появляется заметка «Опасности плавания в высоких широтах» (The Dangers of Sailing in High Latitudes), излагающая события следующим образом.
Вечером в середине августа 1775 года судно под командованием капитана Уорренса охотилось на китов вблизи Гренландии. Около 77° с. ш. они попали в штиль в районе плотного скопления айсбергов, блокировавших дальнейшее движение. К ночи поднялся ветер, и начался шторм, сопровождаемый сильным снегопадом. Ночь проходит в борьбе со стихией. На утро обнаруживается, что штормовой ветер отнёс айсберги в сторону, и между ними открылась полоса чистой воды. Капитан принимает решение идти этим проходом. Около полудня, примерно в двух милях от входа в проход, моряки замечают впереди мачты другого судна. Далее события разворачиваются по описанному в самом начале сценарию. Последняя, незаконченная, запись в обнаруженном судовом журнале датирована 11 ноября 1762 года и имеет следующее содержание:

Семьдесят дней как мы зажаты во льдах. Вчера погас огонь, и с тех пор наш капитан пытается разжечь его снова, но безуспешно. Сегодня утром умерла его жена. Спасенья нет.Оригинальный текст (англ.)We have now been enclosed in the ice seventy days. The fire went out yesterday, and our master has been trying ever since to kindle it again but without success. His wife died this morning. There is no relief— The Ariel, 1828, no. 17, p. 130
Тела жены капитана и его самого, пытавшегося разжечь огонь, в этой версии обнаружены в капитанской каюте. Внизу под трапом китобои также находят окоченевший труп собаки.
Хотя промежуток между 1762 и 1775 годами составляет тринадцать лет, в конце заметки сообщается, что по возвращении в Англию капитан Уорренс навел справки и на основании имеющегося в его распоряжении судового журнала установил, что корабль мертвецов находился во льдах в течение семнадцати лет. Утверждается также, что ему удалось выяснить название корабля-призрака и имя его капитана, однако эти данные в заметке не приведены.
Часть публикаций этого периода ссылается в качестве источника на New York Gazette от 8 декабря 1828 года, другие — на «один американский журнал» или «свежую лондонскую газету»
, не уточняя названий. Ряд изданий весьма скептически отнеслись к описываемым событиям. Так, редакция журнала The Kaleidoscope предпослала заметке следующее уведомление:

Следующая ужасная сказка выдается некоторыми газетами за истинное происшествие. Она недурно изложена, но определённые обстоятельства рассказа убедят практически всякого в том, что это романтический вымысел.Оригинальный текст (англ.)The following horrid tale of fiction is given in some papers as true. It is well told, but there are circumstances in the narrative which must convince almost any person that it is a romance. We copy it from an American journal; but we think we have before perused it in the English papers.— The Kaleidoscope, 1829, vol. IX, p. 226

### Jenny
После 1830 года в течение шестнадцати лет англоязычная печать не упоминает об этом инциденте, за исключением опубликованного в марте 1834 года в Naval Journal анонимного стихотворного фрагмента The Long Lost Ship, а также написанного в 1836 году и опубликованного в еженедельнике Salem Observer стихотворения Джонса Вери «Замерзший корабль» (The Frozen Ship), в примечании к которому поэт ссылается на историю капитана Уорренса. Но начиная с 1841 года, появляется ряд публикаций на немецком языке, излагающих иную версию данной истории. Согласно наиболее раннему из этих сообщений, помещенному в феврале 1841 года в пражской газете Bohemia и подписанному инициалом U., судно The Hope под началом капитана Брайтона 22 сентября 1839 года вело китобойный промысел в Антарктике к югу от мыса Горн. Около девяти часов вечера начало штормить, корабль в это время находился в районе плотного скопления айсбергов. Через полчаса выяснилось, что дальнейший путь блокирован ледяными массами. Далее дословно повторяется история капитана Уорренса. Последняя запись в судовом журнале обнаруженного корабля на сей раз датирована 17 января 1839 года и гласит:

Сегодня исполняется семьдесят один день, как наш корабль зажат льдами. Все наши усилия были напрасны — вчера вечером погас огонь, и как капитан ни старался его снова разжечь, это ему не удалось — сегодня утром от голода и холода умерла его жена, а также пять матросов команды. Надежды больше нет!Оригинальный текст (нем.)Heute sind es ein und siebzig Tage, daß unser Schiff zwischen dem Eise eingeschlossen ist. Vergeblich waren alle unsere Anstrengungen — Gestern Abend ist das Feuer ausgelöscht, und alle Bemühungen unseres Kapitäns, es wieder anzuzünden, schlugen fehl — diesen Morgen ist seine Frau vor Hunger und Kälte gestorben, deßgleichen fünf Matrosen von der Bemannung. Keine Hoffnung mehr!— Bohemia, 1841, Nr. 20
 Данный вариант истории утверждает, что в судовом журнале обреченного корабля был описан его путь из Лимы. Согласно надписи на титульном листе журнала, судно называлось Jenny и происходило с острова Уайт. Дрейф судна во льдах продолжался около года.
Спустя пять дней после публикации в Bohemia, влиятельная ежедневная венская газета Wiener Zeitung без ссылки на источник помещает в рубрике «Разное» (Vermischte Nachrichten) безымянную неподписанную заметку об инциденте. Согласно данной версии, 22 сентября 1840 года (в статье, опубликованной в феврале 1841 сказано «прошлого года») китобойное судно Hope в результате шторма попало в плотное скопление айсбергов. Шторм стих, был штиль, и вся команда бодрствовала, ожидая ночного бриза. Около полуночи ветер действительно поднялся, затем быстро усилился, начался снегопад. Внезапно раздался ужасный грохот, это означало, что ледяные массы пришли в движение. Остаток ночи прошёл в борьбе за жизнь корабля. С рассветом ветер снова стих. Далее, своими словами, в драматических выражениях, пересказывается содержание заметки из Bohemia. Одно существенное отличие состоит в том, что последняя запись в судовом журнале «летучего голландца» датирована 17 января 1823 года, таким образом, «Дженни» провела в ледяном плену без малого 18 лет. Эта версия впоследствии была перепечатана другими немецкоязычными газетами.
В том же 1841 году известный географ Генрих Бергхаус, проведя небольшое расследование, поставил под сомнение достоверность данной истории.

[В] конечном итоге, это сообщение целиком следует поместить в рубрику сказочных измышлений, подобных тем байкам, что травит болтливый мореход в кругу доверчивых слушателей.Оригинальный текст (нем.)[A]m Ende werde die ganze Mittheilung unter dem Rubrum der märchenhaften Erfindungen, – als das Gespinnst, was etwa ein vollzüngiger Seefahrer vor einem horchenden Zuhörerkreise abgewickelt hat, – ihren Platz finden müssen.— Berghaus, 1841, S. 217
Несмотря на неутешительный вердикт Бергхауза, рассказы о злополучном судне продолжали курсировать в немецкоязычной печати до конца XIX века.
История «Дженни» вскоре обросла дополнительными подробностями. В 1856 году в приключенческом сборнике для детей Lyanen был напечатан анонимный рассказ Ein Contrast, повествующий о судьбе злополучного судна. Рассказ ведется от имени некого немецкого капитана, доброго приятеля владельца «Дженни». Из него мы, например, узнаем, что судно обязано своим именем невесте его капитана и владельца. Дженни, давшая имя судну, родом из Нью-Йорка, — единственная дочь дальнего родственника своего будущего мужа. Во второй части повествуется уже знакомая история обнаружения «Дженни» капитаном Брайтоном. На сей раз дело происходит в Северном полушарии, а именно, в районе 76°33′ с. ш. Последняя запись в судовом журнале «Дженни» датирована 17 января 1833 года. Корабль-призрак был обнаружен трехмачтовым китобойным судном Hope капитана Брайтона из Гулля 22 сентября 1838 года, его ледяной дрейф, согласно данной версии, длился около шести лет.
Важной для развития сюжета легенды оказалась публикация 1862 года в журнале Globus. Эта статья в целом, включая даты, следует рассмотренной выше версии Wiener Zeitung. Человек в кресле перед судовым журналом назван штурманом. Последний порт, который посетила «Дженни», согласно судовому журналу был Кальяо недалеко от Лимы в Перу.
Данная заметка была впоследствии переведена на английский под названием The Drift of the Jenny, 1823—1840 и послужила отправной точкой для позднейших англоязычных публикаций. Из последних следует отметить поэму австралийской поэтессы Розмари Добсон «Ледяной корабль» (The Ship of Ice), опубликованную в 1947 году и удостоенную премии газеты The Sydney Morning Herald, и рассказ Джеральда Этчисона «Последний вояж „Дженни“», появившийся в февральском номере журнала Cavalcade за 1951 год. Сюжет последнего состоит в следующем.
Шхуна «Дженни» водоизмещением 200 тонн в октябре 1822 года вышла из Лимы с грузом в Новую Зеландию, имея на борту экипаж в составе семи человек, а также жену капитана Хайэма, Джулию, и корабельного пса Джепа. На подходе к Новой Зеландии погода испортилась, а из-за ошибки в навигации судно оказалось значительно южнее запланированного маршрута. Застигнутая страшным штормом, «Дженни» потеряла часть парусов и оказалась практически неуправляемой. Запасы провизии иссякли, и у экипажа не было одежды, подходящей для плавания в высоких широтах, куда шторм занес шхуну. Такелаж оледенел. К тому времени, когда шторм иссяк, у ослабевшего от холода и голода экипажа уже не было сил, чтобы сбить лед и направить корабль к северу. Дрейфующий корабль был обнаружен китобойным бригом под началом капитана Брайтона в проливе Дрейка спустя 37 лет, 22 сентября 1860 года. Мертвый капитан Хайэм сидел за столом в своей каюте, перед ним — раскрытый судовой журнал. Текст последней записи в журнале звучит так:

4 мая 1823 года: 71 день без еды. В живых остался я один…Оригинальный текст (англ.)May 4, 1823: No food for 71 days. I am the only one left alive…— The Cavalcade, 1951, no. 3, p. 57
На койке Брайтон обнаружил тело жены капитана, Джулии. У её ног — окоченевший труп собаки. Брайтон распорядился прорубить отверстия в корпусе «Дженни» и затопить судно, чтобы её мертвый экипаж смог обрести покой.
Многие из публикаций носят псевдодокументальный характер и рассказывают об инциденте с «Дженни» как о реальном событии. Так, уже первая публикация в Bohemia имеет подзаголовок «Правдивое происшествие» (Eine wahre Begebenheit), а рассказ Этчисона в Cavalcade помещен в рубрику Fact, а не в следующую за ней рубрику Fiction. В современных сборниках сенсационных происшествий и загадочных исчезновений дрейф «Дженни» и дрейф «Октавиуса» зачастую фигурируют рядом как два различных происшествия.
В современных интернет-публикациях за изображение «Дженни» часто выдается рисунок известного художника-мариниста Хьюитта Джексона, изображающий бриг «Чатем» (на переднем плане) под командованием Уильяма Броутона и торговую шхуну «Дженни», капитан которой, Джеймс Бейкер, показывает Броутону выход из устья реки Колумбия в ноябре 1792 года. Рисунок иллюстрирует эпизод экспедиции Джорджа Ванкувера, изображенная на нём бристольская шхуна «Дженни» — реально существовавший корабль, не имеющий никакого отношения к одноимённому выдуманному кораблю-призраку.

### Greenlandи другие

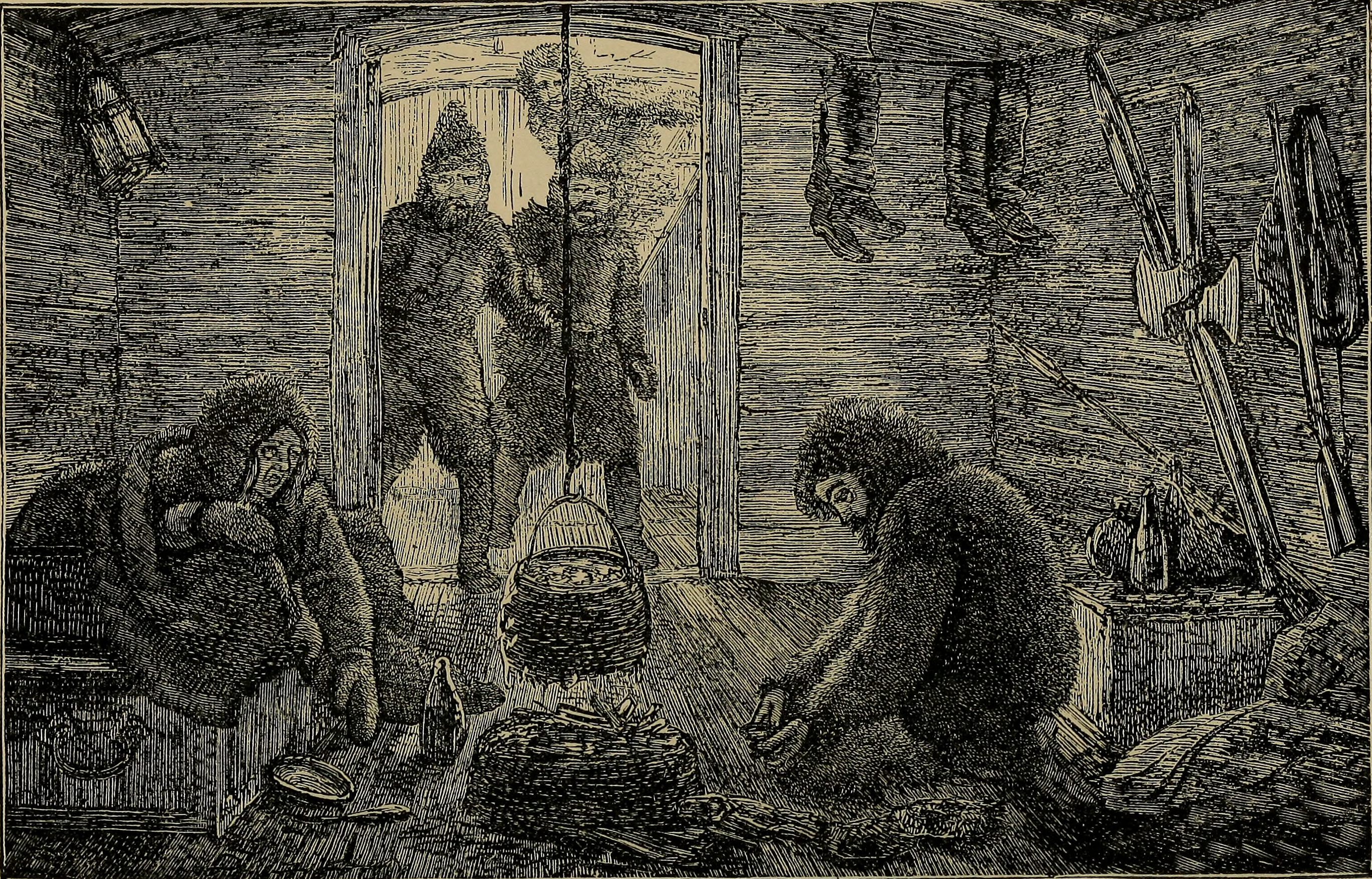
«Замерзшие насмерть». Иллюстрация из сборника The Water World, 1884

Англоязычная печать вновь вернулась к истории капитана Уорренса в 1846 году, под впечатлением сообщений о пропавшей экспедиции Франклина. Толчком, по-видимому, послужила публикация в респектабельном и влиятельном британском журнале Westminster Review, вызвавшая волну перепечаток в других изданиях. Данная версия в общих чертах повторяет первоначальный вариант легенды из публикаций 1828—1830 годов в изложении New York Gazette (то есть время нахождения судна во льдах в последней записи судового журнала — 17 дней, а всего — 13 лет). Другие характерные изменения: труп собаки (англ. body of a dog) превратился в тело мальчика (англ. body of a boy), а перед выражением «китобойное судно гренландского типа» (англ. a Greenland whale ship) появился определённый артикль (англ. the Greenland whale ship). Последнее обстоятельство привело к тому, что многие издания, перепечатавшие заметку из Westminster Review, восприняли «Гренландия» в качестве названия корабля-призрака и оформили его соответствующим образом (англ. the Greenland, whale ship, или даже англ. the “Greenland”, a whale ship). Кроме того, в ряде публикаций дата последней записи в судовом журнале — 14, а не 11 ноября 1762 года.
История с «Дженни» практически зеркально повторилась с «Гренландией». В январе 1847 года немецкий перевод сюжета под названием Das eingefrorene Schiff появился в берлинском Magazin für die Literatur des Auslandes, что, в свою очередь, вызвало серию перепечаток теперь уже в немецкоязычных газетах и журналах.
В 1847 году появилось и очередное, посвящённое событию стихотворение, его автором стал капитан бенгальской армии Джордж Пауэлл Томас. Со временем поток публикаций сократился, однако не иссяк как в прошлый раз. Заметки со ссылкой на Westminster Review продолжали время от времени появляться различных изданиях вплоть до конца XIX века. Новый всплеск таких публикаций произошёл в 1875 году, в столетний юбилей предполагаемого обнаружения корабля мертвецов. Многие из публикаций этого времени, указывая в качестве источника Westminster Review стали прибавлять «за 1775 год», видимо посчитав, что статья в Westminster Review появилась по свежим следам описываемых событий (в действительности, Westminster Review было основано в 1824 году). В том же юбилейном году появляется ещё одно стихотворение с длинным названием A Ship Embedded In The Ice of The Frozen Ocean. Оно было опубликовано в сборнике Prairie Casket некой миссис Хилл, вдовой преподобного Джона Хилла. Начиная с середины века легенда регулярно попадает в сборники занимательных историй для детей и подростков и в подборки исторических анекдотов.
В публикациях этого периода попадаются и другие отклонения от классического сюжета, но они, как правило, носят единичный характер. Так, известный шотландский англиканский проповедник Томас Гутри, упоминая в 1866 году об инциденте в одной из своих статей в издаваемом им журнале Sunday Magazine, пишет о пятидесятилетнем дрейфе корабля-призрака.
Необычный вариант легенды использован в стихотворении Джона Купера Вейла The Frozen Ship, впервые напечатанном в 1848 году. Сборник стихов 1851 года содержит отсутствующее в первой публикации примечание, в котором Вейл описывает как реальный случай обнаружение неким китобойным судном в заливе Нутка у тихоокеанского побережья Северной Америки шведского корабля, двадцать пять лет дрейфовавшего с замерзшим насмерть экипажем.
Фантастическая вариация истории представлена в стихотворении Сьюзен Арчер Толли «Кон Эльгин» (Con Elgin), опубликованном в 1853 году. Герой стихотворения, отважный и жестокий викинг Кон Эльгин, обречен за свои грехи вечно скитаться по северным морям вместе с замерзшим экипажем своего драккара. Стихотворение Толли отчётливо перекликается с «Замерзшим кораблем» Л. Э. Ландон и «Старым мореходом» Кольриджа.
Джон Уоллес в своём трактате 1853 года «Практический инженер» (The Practical Engineer) описывает данный сюжет следующим образом: в 1840 году (ср. с историей «Дженни» из предыдущего раздела) китобойное судно из Лондона обнаружило в полярных широтах (Уоллес не уточняет, происходило ли дело в Арктике или в Антарктике) дрейфующий во льдах корабль без признаков жизни на борту. Капитан китобоя и его люди обнаружили на борту «летучего голландца» мертвую собаку-ньюфаундленда (в классической версии порода собаки не уточняется). За столом в каюте — труп молодой женщины с открытыми глазами. Рядом с ней — труп мужчины, по-видимому, капитана корабля и брата (а не мужа, как в других версиях) покойной. Перед ним — лист бумаги со словами

Наш кок пытается со вчерашнего утра разжечь огонь, но без толку; теперь все кончено.Оригинальный текст (англ.)Our cook has endeavored since yesterday morning to strike a light, but in vain; all is now over.
Труп кока был найден в той же каюте с кремнем и кресалом в руках. Из судового журнала следовало, что обнаруженный корабль также был из Лондона и дрейфовал во льдах 14 лет.
В феврале 1861 Chambers’s Journal опубликовал шуточную статью о воздействии холода на организм, в которой изложена оригинальная версия легенды. Рассказ ведется от первого лица и оформлен в виде выдержки из рапорта капитана Уорема Адмиралтейству. Эта статья была принята за чистую монету и на полном серьезе перепечатана ещё несколькими изданиями. Повествование в целом следует традиционному сюжету, но вызванный штилем дрейф капитана Уорема у кромки льдов продолжается не один, а два дня. По-видимому, именно эта статья послужила источником соответствующей сцены в романе Роберта Лейтона «Кормчие Помоны» (см. ниже), так как ряд деталей в описании совпадают.
Ещё одну волну перепечаток вызвала публикация этой истории в 1891 году в Sheffield Telegraph. Данный вариант в целом следует классической версии, но фамилия капитана китобоя короче на одну букву (Уоррен), а последняя запись в судовом журнале, датированная 14 ноября 1762 года, сообщает, что корабль находится в ледяном плену семь лет.

### Викторианские романы
Ряд английских авторов второй половины XIX века использовали сюжет корабля-призрака с замерзшим экипажем в своих произведениях. В 1855 году вышел роман Уильяма Хартона «Обреченный корабль» (The Doomed Ship). В 1886 году был опубликован роман Мэри Линскилл «Гавань-под-Холмом» (The Haven under the Hill). Наконец, в 1891 году увидел свет приключенческий роман Роберта Лейтона «Кормчие Помоны» (The Pilots of Pomona). Кроме того, писатель-маринист Уильям Кларк Расселл в послесловии к своему фантастическому роману «Замороженный пират» (The Frozen Pirate, 1877) упоминает данный сюжет как один из источников вдохновения.

### Gloriana

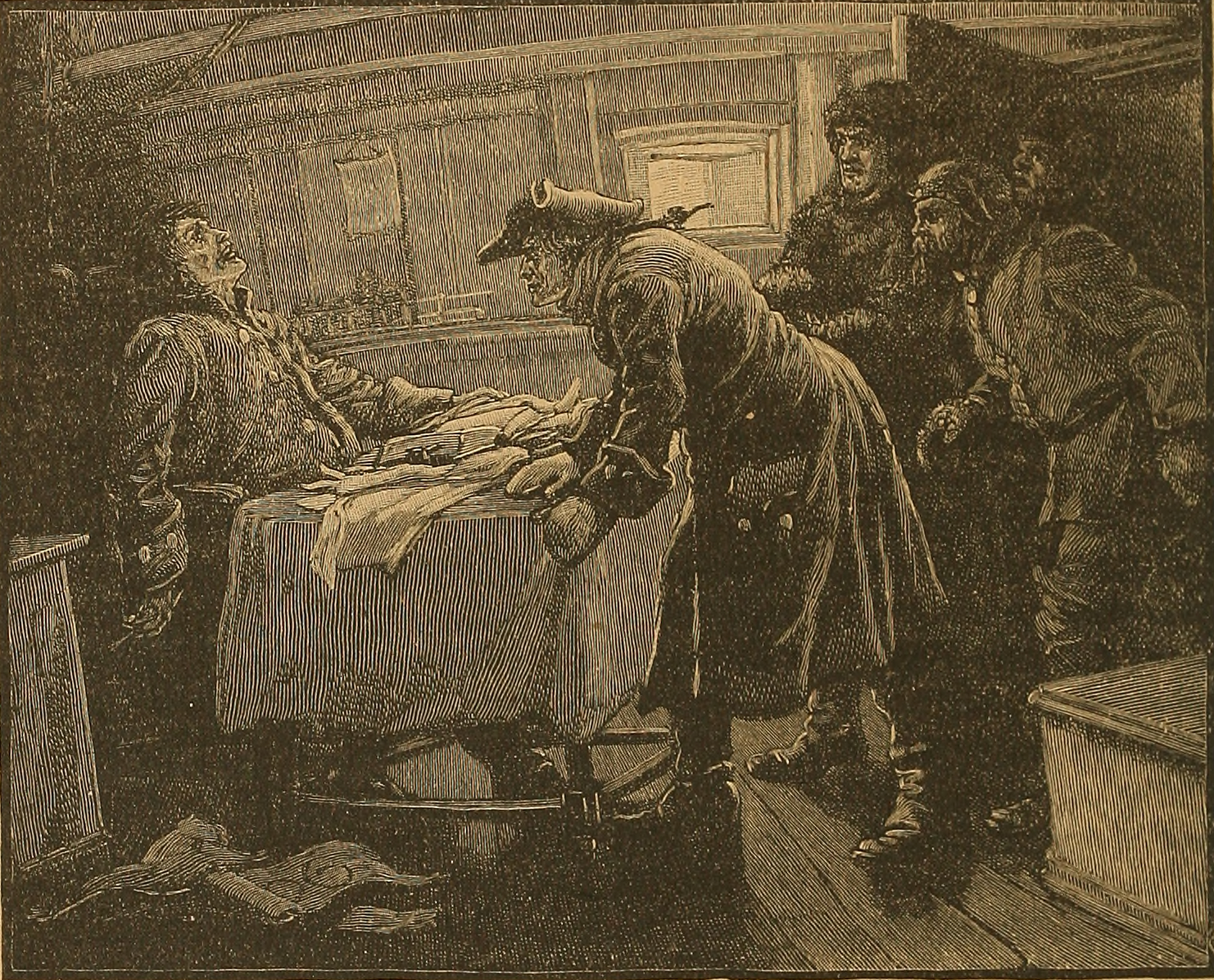
Иллюстрация к рассказу «Замерзший экипаж»

Американское издательство Cassell в конце XIX века выпустило серию сборников приключений для подростков под названием The World of Adventure. Если сборник 1883 года The Wonders of the Universe просто воспроизводит традиционный вариант легенды из Westminster Review, то в сборнике 1893 года Wonderful Deeds and Adventures был опубликован оригинальный анонимный рассказ «Замерзший экипаж» (A Frozen Crew). В отличие от литературных обработок истории с «Дженни» и романов из предыдущего раздела, повествование не выходит за рамки описания самого инцидента, но, по сравнению с положенной в его основу версией Westminster Review, содержит дополнительные подробности.
Рассказ ведется от лица капитана Джона Уорренса (предшествующие публикации упоминают только фамилию капитана). В конце неудачного сезона охоты китобойное судно гренландского типа Try Again оказывается застигнуто штилем в миле от огромного скопления пакового льда по правому борту. После заката поднимается ветер, и, постепенно усиливаясь, достигает штормовой величины. В течение ночи, в условиях плохой видимости из-за снегопада и тумана, судно постоянно маневрирует, избегая столкновения с пришедшими в движение льдами. Наутро штормовой ветер сменяется лёгким северным бризом, и капитан направляет судно в образовавшийся после ночного шторма просвет во льдах, ведущий к югу. В двух с лишним милях от входа в канал они замечают впереди двухмачтовое судно. По приближении оно оказывается беспорядочно дрейфующим бригом, очевидно, оставленным своим экипажем. Капитан Уорренс велит спустить шлюпку и во главе партии из шести матросов лично направляется осмотреть брошенный корабль. Выцветшие буквы на корме сообщают им его название — Gloriana. Сквозь открытый иллюминатор Уорренс замечает внутри фигуру человека, не реагирующего на его крики. Поднявшись на борт, китобои проникают в каюту. Там они обнаруживают сидящий за столом труп, щеки, лоб и глаза которого покрывает плесень. Перед ним — раскрытый судовой журнал, последняя запись датирована 11 ноября 1762 года. Сама запись почти идентична тексту из Westminster Review, но обрывается на словах «Его жена умерла этим…» (His wife died this…), заканчивающихся неразборчивыми каракулями. В каюте капитана моряки находят полусидящее-полулежащее тело женщины на койке и сидящий на полу перед ней труп мужчины с кремнем в одной руке и кресалом в другой. В ходе дальнейшего осмотра они обнаруживают трупы полудюжины матросов на койках в носовом кубрике и скорчившееся тело юнги у подножия трапа. В конце своего рассказа капитан Уорренс сообщает, что доставил судовой журнал «Глорианы» владельцам судна.
Впоследствии этот вариант легенды в сокращенном и переработанном виде был воспроизведен в книге писателя-мариниста Бэзила Лаббока «Арктические китобои» (The Arctic Whalers), вышедшей в 1937 году. Лаббок, в отличие от своих предшественников, позиционирует историю как морскую байку.

### Octavius
В современных версиях мифа о замерзшем корабле-призраке он обычно называется «Октавиус». Впервые под этим именем он, скорее всего, появился в статье Альберта А. Брандта The Incredible Voyage в февральском номере журнала Fate за 1953 год. В 1950-х уфолог и криптозоолог Фрэнк Эдвардс вел на радио регулярную программу Stranger Than Science. Эдвардс был поклонником и прилежным читателем журнала паранормальных явлений Fate, многие сюжеты его программы были основаны на статьях из этого журнала. В 1959 году он выпустил книгу, составленную по сюжетам своей радиопередачи и с таким же названием. Книга Эдвардса пользовалась популярностью и выдержала множество переизданий. При переизданиях в книгу добавлялся дополнительный материал. Как минимум, второе издание Stranger Than Science 1960 года уже содержит главу Post Mortem Explorer, повествующую об «Октавиусе».
Окончательный вид легенда приобрела в 1965 году, с лёгкой руки известного конспиролога и популяризатора аномальных и паранормальных явлений Винсента Гэддиса (именно он пустил в оборот выражение «Бермудский треугольник»). Гэддис ссылается на упомянутые выше журнал Fate и книжку Эдвардса. Кроме того, его рассказ содержит ссылку на статью шотландского капитана Джорджа «Дода» Орсборна в летнем номере журнала Prize Sea Stories за 1964 год. Согласно версии Гэддиса, корабль-призрак «Октавиус» был обнаружен китобойным судном «Геральд» к западу от Гренландии. Эта версия в целом следует сюжету из предыдущего раздела, но, помимо иных названий кораблей, содержит ряд новых деталей.
«Геральд» под началом капитана Уоррена (фамилия капитана у Гэддиса, также как у Брандта и Эдвардса, на одну букву короче, чем в классической версии) попал в штиль утром 11 (у Брандта и Эдвардса — 12) августа 1775 года на широте 76° с. ш. западнее Гренладии. Море к западу от корабля было заблокировано льдом. Ближе к вечеру поднялся ветер, быстро достигший штормовой силы. Ледяные массы пришли в движение. Капитан избрал юго-восточный курс, стремясь избежать столкновения с айсбергами. Наутро ветер стих и в разбитом штормом ледяном массиве открылось несколько проходов. Корабль изменил курс на юго-западный, направляясь ко входу в ближайший из этих каналов открытой воды примерно в трёх милях от его текущей позиции. Внезапно впереди по курсу, западнее входа в канал, показались мачты другого судна, двигавшегося по каналу в сторону открытой воды. Его паруса и такелаж были покрыты ледяной коркой. Проходя мимо, капитан поприветствовал незнакомое судно, ответа не последовало. Тогда капитан Уоррен приказывает спустить шлюпку, отбирает восемь человек команды и вместе с ними отправляется к таинственному судну. На корме ему удается разобрать полустертое название — Octavius. Капитан успокаивает нервничающих матросов, заявляя, что судно, по-видимому, брошено во льдах одной из арктических экспедиций. В сопровождении четырёх членов команды, Уоррен поднимается на борт обледеневшего корабля. Освободив вход от снега и льда, они попадают в носовой кубрик. Там они обнаруживают замерзшие тела 28 человек. Продолжая обследовать корабль, моряки проникают в каюту капитана на корме. Там их ожидает уже знакомая по другим вариантам легенды картина: мертвое тело капитана в кресле за столом, склонившееся над судовым журналом. Уоррен передает журнал одному из моряков и переходит в соседнюю каюту. В ней он находит тело женщины, лежащее на койке и накрытое одеялами. На полу — согнувшееся тело мужчины, сидящего скрестив ноги, с кремнем и кресалом. Рядом с ним, накрытое бушлатом, тело мальчика. Когда Уоррен возвращается из каюты на палубу, его суеверная команда требует немедленно покинуть корабль-призрак. Ему ещё удается уговорить своих людей проверить камбуз, где не обнаруживается никакой провизии, однако когда он пытается осмотреть трюм, недовольство китобоев перерастает в открытое неповиновение. Они прыгают в шлюпку и угрожают уплыть, оставив капитана одного. Уоррен вынужден подчиниться требованиям команды и прекратить осмотр. По возвращении на «Геральд» выясняется, что во время панического бегства с корабля-призрака тот матрос, которому Уоррен доверил судовой журнал «Октавиуса», уронил его в воду: центральная часть выскользнула из переплета, оставив в его руках лишь корешок, три страницы в начале, и одну в конце. На первых трёх страницах перечислялись имена находившихся на борту «Октавиуса», включая капитана, его жену, их десятилетнего сына, и 29 членов команды. Далее сообщалось, что 10 сентября 1761 года «Октавиус» вышел из Англии в Китай. На третьей странице были записи первых дней плавания, датированные 18 и 19 сентября. Последняя страница журнала имела лишь одну запись, от 11 ноября 1762 года, следующего содержания:

Мы находимся во льду семнадцать дней, наше приблизительное местоположение — 75° с. ш. 160° з. д. Вчера погас огонь, и наш капитан с тех пор пытается его разжечь вновь, но безуспешно. Он передал кресало и кремень помощнику. Этим утром умер сын капитана, а его жена говорит, что больше не чувствует ужасный холод. Остальным из нас, кажется, не суждено никакого облегчения страданий.Оригинальный текст (англ.)We have now been enclosed in the ice seventeen days, and our approximate position is Longitude 160 W, Latitude 75 N. The fire went out yesterday, and our master has been trying to rekindle it again but without success. He has handed the steel and flint to the mate. The master's son died this morning and his wife says she no longer feels the terrible cold. The rest of us seem to have no relief from the agony.— Gaddis, 1965, p. 122
Эдвардс, а за ним Гэддис, добавляют в последнюю запись судового журнала «летучего голландца» географические координаты, причём эта точка находится к северу от Аляски. Встречу «Геральда» с «Октавиусом» у берегов Гренландии можно в этом случае объяснить лишь тем, что «Октавиус» во время своего многолетнего полярного дрейфа преодолел Северо-Западный проход. Первым из кораблей, задолго до экспедиции Амундсена. Именно этот вывод они и делают. В результате манипуляции с координатами у Гэддиса появилась возможность строить спекулятивную версию о том, что капитан «Октавиуса» якобы на обратном пути из Китая решил попытаться пройти в Англию Северо-Западным проходом.
Одна из первых литературных обработок этой версии появилась в 1969 году. В последнем номере ежеквартального издания университета Нью-Мексико New Mexico Quarterly, посвящённом современной американской литературе, был опубликован стихотворный отрывок Эвана С. Коннела Notes 2, тематически и стилистически тесно примыкающий к его появившейся семью годами ранее поэме «Записки из бутылки, найденной на пляже в Кармеле» (Notes From a Bottle Found on the Beach at Carmel). Это весьма странный постмодернистский текст, написанный верлибром, и содержащий прямые заимствования не только из Гэддиса, но и, например, из Спрэга де Кампа, Уильяма Хэзлитта, Робера Десноса, Борхеса и «Описания восточных земель» Одорика Фриульского без указания источников. Он имеет вид путевого дневника, в который его автор, очевидно путешествующий морем, заносит свои и чужие мысли, иногда помечая записи географическими координатами. Одна из записей передает его разговор с капитаном Уорреном с китобойного судна «Геральд», воспроизводящий версию Гэддиса. В слегка переработанном виде этот текст (как и многие другие из Notes 2) вошёл в изданную в 1973 году поэму «Лучи для розы ветров» (Points for a Compass Rose), представляющую собой продолжение «Записок из бутылки». Впоследствии Коннелл также включил эту историю в своё эссе The Sea Must Have an Endynge, посвящённое поискам Северо-Западного прохода и впервые опубликованное в 1979 году в сборнике A Long Desire.
В 1972 году американский историк и филолог Раймонд Рамсей помещает историю «Октавиуса» в своей научно-популярной книге «Открытия, которых никогда не было» (No Longer on the Map), снабдив её следующим примечанием:

Я не могу утверждать достоверность этой истории. Она появилась в своё время в ряде сенсационных публикаций, и у меня не было возможности их проверить. Однако они, так или иначе, основаны на оригинальных документах. Правда, трудно сказать, все ли документы достаточно надёжны.Оригинальный текст (англ.)I make no claims for the truth of this story. It has appeared in a variety of sensational publications, and I have been unable to trace it beyond them. However, it undoubtedly does have some sort of original documentation, reliable or otherwise.— Цит. по [Рамсей, 1977]

И с ещё большим увлечением Рамсей повествует о совершенно невероятной истории с командой судна «Геральд», будто бы встретившей мертвый корабль «Октавиус», который после четырнадцатилетнего дрейфа во льдах вдруг появился в одном из проливов Северо-западного прохода. «Вполне вероятно!» — восклицает Рамсей. […] Таким образом, в научной основе книги, как видит читатель, есть и слабые места.— Рамсей, 1977, с. 205
Практически все современные публикации об «Октавиусе» ссылаются на Рамсея, зачастую не удосуживаясь упомянуть о его сомнениях относительно достоверности этой истории.
Последний штрих в миф о корабле-призраке внёс журналист Виталий Смирнов. В его опубликованной в 2008 году на конспирологическом сайте «Русский сфинкс» статье утверждается, что капитана «Геральда» звали Арчибальд Скотт и что в архивах имеются записи о бриге «Октавиус», который якобы был построен в 1759 году, а его капитаном был Джон Ситтон. Он вышел в рейс из Ливерпуля в Китай в 1761 году и больше не вернулся. Версия Смирнова, часто без ссылки на автора, цитируется другими русскоязычными публикациями.
В интернете «Октавиус» часто фигурирует в списках известных кораблей-призраков. Переводя для своего портала паранормальных явлений unnatural.ru одну из таких подборок на русский язык, Олег Ахонен в 2011 году почему-то передал название корабля как «Цезарь/Octavius». С тех пор в русскоязычном сегменте интернета этот корабль-призрак известен ещё и под именем «Цезарь».

## Современные реминисценции
В советском полнометражном анимационном фильме 1957 года «Снежная королева» в качестве атрибута морских владений Снежной королевы показан стоящий между айсбергов замёрзший парусник, похожий на «Октавиус». В российском полнометражном анимационном фильме 2012 года образ замёрзшего корабля тоже присутствует. Но здесь корабль населён пиратами, которые дают Герде северного оленя для путешествия во дворец Снежной королевы и будут играть гораздо более существенную роль в продолжениях — «Снежная королева 2: Перезаморозка» и «Снежная королева 3: Огонь и лёд».
Действие видеоигры «Анабиоз: Сон разума» (2008) украинского разработчика Action Forms происходит на борту затерянного во льдах и замёрзшего атомного ледокола «Северный ветер» — фактически, ультрасовременного аналога «Октавиуса».
В одной из миссий видеоигры Assassin’s Creed III главный герой попадает на борт «Октавиуса» и обнаруживает в кормовой каюте окоченевший труп капитана Хендрика ван дер Хела, сидящий за столом. Имя капитана «Октавиуса» в игре перекликается с именем капитана из легенды о Летучем голландце. По сюжету игры, капитан ван дер Хел — бывший квартирмейстер капитана Кидда, и документ, лежащий перед ним на столе, — не судовой журнал, а фрагмент карты сокровищ знаменитого пирата.
Элизабет Лин, перечисляя литературные обработки антарктической версии сюжета, особо отмечает книгу новозеландской детской писательницы Маргарет Махи The Riddle of the Frozen Phantom (2001).
В 2016 году Эрнест Марцелл написал приключенческий (с элементами мистики) роман «Октавиус» на русском языке, в котором сделал попытку реконструировать плавание легендарного корабля из Ливерпуля в Кантон, и далее в Арктику — через Северо-Западный проход — а также обстоятельства гибели «Октавиуса».
История затерянных во льдах кораблей, к тому же основанная на реальных событиях, обыгрывается в романе Дэна Симмонса «Террор» (2007), посвящённом гибели британской арктической экспедиции Джона Франклина.

### Комментарии
1. ↑  Впоследствии подобная деталь была использована в романе Уильяма Кларка Расселла «Замороженный пират» и уже в XX веке в комиксе французского художника Жака Тарди Le Démon des glaces (в английском переводе The Arctic Marauder).
2. ↑  В ряде публикаций, например, в [The Adams Sentinel, 1828, no. 8, p. 4] 17 лет исправлено на 13, в некоторых, например, в [The Kaleidoscope, 1829, vol. IX, p. 227] в тексте записи из судового журнала семьдесят дней также превратились в семнадцать. В частности, оба изменения присутствуют в всех публикациях, ссылающихся на New York Gazette от 8 декабря 1828 года.
3. ↑  Впоследствии версия о древнескандинавском происхождении ледяного корабля-призрака была использована Джоном Генри Голдфрапом в одном из его приключенческих романов из серии The Boy Aviators.
4. ↑  Фамилия капитана, возможно, намекает на слово warm «теплый».
5. ↑  Под этим псевдонимом сексолог Альберт Абарбанель (1896—1971) публиковал сенсационные заметки в популярных журналах. Например, им была пущена утка о якобы имевшей место шахматной партии между Алехиным и Троцким в одесской тюрьме, впоследствии оказавшаяся выдумкой.
6. ↑  Гэддис ничего не пишет о национальной принадлежности китобойного судна, но Эдвардс и последующие публикации называют его американским. Подобная идентификация представляется сомнительной. Весной 1775 года начались вооружённые столкновения между американскими колонистами и британскими войсками, ознаменовавшие начало американской Войны за независимость. Нантакет, бывший в то время главной базой китобойного промысла в Северной Америке и поддерживавший тесные экономические связи с метрополией, заявил о своём нейтралитете. Тем не менее, британский королевский флот начал охоту на американских китобоев. В августе 1775 года американский капитан, заметив незнакомое судно, скорее всего, поспешил бы убраться подальше от него.
7. ↑  Довольно странное предположение для рассматриваемого времени и района Арктики, естественнее было бы предположить, что это другое китобойное судно, затертое во льдах и оставленное экипажем.
8. ↑  После этого журнал прекратил своё существование из-за финансовых трудностей.
9. ↑  Название эссе представляет собой неточно процитированные слова Мартина Фробишера The sea at length needs must have an endynge.

### Предыстория
- Spunyarn, Tom. The Ice Ship :  [англ.] // The Cincinnati Literary Gazette. — Cincinnati, Oh., 1825. — Vol. III, no. 24 (11 June). — P. 187—188.
- Iole. The Frozen Ship :  [англ.] // The Literary Gazette[англ.] : Journal of Belles Lettres, Arts, Sciences, etc.. — London, 1826. — No. 504 (16 September). — P. 588.
- Ichabod. The Ice Ship :  [англ.] // The Bower of Taste[англ.]. — Boston, 1828. — Vol. I, no. 17 (26 April). — P. 257—260.
- Ichabod. The Ice Ship :  [англ.] // The Worcester Talisman : A Literary and Miscellaneous Journal. — Worcester, Mass., 1828. — Vol. I, no. 6 (14 June). — P. 41—42.

### Классическая версия
- The Dangers of Sailing in High Latitudes : Awful incident :  [англ.] // The Ariel : A Literary and Critical Gazette. — Philadelphia, 1828. — Vol. 2, no. 17 (13 December). — P. 130.
- The Dangers of Sailing in High Latitudes : Awful incident :  [англ.] // The Adams Sentinel. — Gettysburg, PA, 1828. — Vol. XIII, no. 8 (24 December). — P. 4.
- Awful Discovery :  [англ.] // The Kaleidoscope : Literary and Scientific Mirror. — Liverpool, 1829. — Vol. IX (6 January). — P. 226—227.

### Jenny
- U. Das Schiff im Eise : Eine wahre Begebenheit :  [нем.] // Bohemia[нем.] : ein Unterhaltungsblatt. — Prag, 1841. — № 20 (14 Februar).
- Vermischte Nachrichten :  [нем.] // Wiener Zeitung[англ.]. — 1841. — № 50 (19 Februar). — S. 376.
- Berghaus, Heinrich. Entdeckung des Antarktischen Polarlandes :  [нем.] // Almanach der Belehrung und Unterhaltung auf dem Gebiete der Erd-, Länder-, Völker-, und Staatenkunde. — Gotha : J. Perthes, 1841. — Bd. 5. — S. 195—220.
- Ein Contrast // Lyanen : Taschenbuch, enthaltend Gedichte und Novellen :  [нем.]. — Wien, 1856. — Bd. I. — P. 94—110.
- Ein Schiff im Eise des südlichen Polarmeeres :  [нем.] // Globus : Illustrirte Zeitschrift für Länder- und Völkerkunde / herausg. von Karl Andree. — 1862. — № 2. — S. 60—61.
- Dobson, Rosemary. The Ship of Ice :  [англ.] // The Sydney Morning Herald. — 1947. — 15 February. — P. 11.
- Aitcheson, Gerald. The Last Voyage of the “Jenny” :  [англ.] // The Cavalcade. — Sydney, 1951. — Vol. 13, no. 3 (February). — P. 56—59.
- Leane, Elizabeth. Antarctic Cryonics // Antarctica in Fiction : Imaginative Narratives of the Far South :  [англ.]. — New York : CUP, 2012. — P. 166—169. — ISBN 978-1-107-02082-5.

### Greenland
- Awful Discovery :  [англ.] // Glasgow Herald. — 1846. — 7 December.
- Awful Discovery :  [англ.] // The Worcester Guardian. — 1846. — 26 December.

### Gloriana
- A Frozen Crew // Wonderful Deeds and Adventures :  [англ.]. — New York : Cassell, 1893. — P. 320—325.
- Lubbock, Alfred Basil. The Arctic Whalers :  [англ.]. — Glasgow : Brown, Son & Ferguson, 1937. — P. 38—39.

### Octavius
- Brandt, Albert A. The Incredible Voyage :  [англ.] // Fate. — 1953. — Vol. 6, no. 35 (February). — P. 27—29.
- Gaddis, Vincent H. Floating morgues // Invisible Horizons :  [англ.]. — New York : Ace Books, 1965. — P. 117—122. — (Ace occult). — OCLC 2049527.
- Connell, Evan S. From Notes 2 :  [англ.] // New Mexico Quarterly. — University of New Mexico, 1969. — Vol. XXXVIII, no. 4 : The Contemporary American Imagination. — P. 55—63.
- Рамсей Р. Неуловимый Северо-западный проход = That Elusive Northwest Passage // Открытия, которых никогда не было = No Longer on the Map : Discovering places that never were : [пер. с англ.] / пер. с англ. Г. М. Улицкой ; ред. А. И. Соловьев. — М. : Прогресс, 1977. — ISBN 5-94278-181-8. — OCLC 468483107.
- Robbins, Rob. Arctic death ship remains baffling seagoing mistery :  [англ.] // Weekly World News. — 1981. — 14 April. — P. 20.
- Harding, John. Octavius and the Ice Men // Sailing’s Strangest Moments :  [англ.]. — London : Robson, 2004. — P. 32. — ISBN 1861057458. — OCLC 56645584.
- Bainton, Roy. The Octavius // The Mammoth Book of Unexplained Phenomena :  [англ.]. — London : Robinson, 2013. — P. 411—413. — ISBN 978-1-78033-795-1. — LCCN 2012-942533.
- Буровцев, Анатолий. «Октавиус» — ледяной фантом / Буровцев, Анатолий, Ришес, Константин // Загадки истории. — Киев : Пресс-Курьер Украина, 2014. — № 17. — С. 26—27. — ISSN 2312-5586.